# Agnolo Firenzuola
Agnolo Firenzuola (28. září 1493 Florencie – 27. června 1543 Prato) byl italský básník, spisovatel, dramatik a překladatel.  

## Životopis
Agnolo Firenzuola (vlastně Agnolo Giovannini), jehož příjmení pocházelo ze stejnojmenné vesnice Firenzuola v Apeninách v regionu Toskánsko, odkud jeho rodina přišla. Narodil se Bastianovi de' Giovannini a Lucrezii Braccesi, dceři humanisty Alessandra Braccesiho. 
Studoval práva v Sieně a v Perugii, kde se stal společníkem Pietra Aretina, z jehož života si udělal svůj vlastní model. Po ukončení studií odešel do Říma, vykonávat profesi advokáta, ale s malým úspěchem. Vstoupil do řádu benediktinského, načež jej Klement VII. jmenoval titulárním opatem v klášteře San Salvatore ve Vaianu. Firenzuola se však o svůj řád málo staral, žil jen pro literaturu a veselý život. Papež nad jeho veselými kousky rád přivíral oči, sám často předčítal jeho rozpustilé novely ve sboru kardinálů. Později ho na jeho žádost zbavil i mnišského slibu. Po Klementově smrti žil Firenzuola v chudobě v Prato. 
Agnolo Firenzuola byl básníkem a povídkářem ve slohu Boccacciově, velmi ceněným pro řízný vtip, humor i pro eleganci své řeči. Jeho básně byly převážně satirické a burlesky. Přeložil z latiny Zlatého osla od Luciuse Apulouise a napsal také dvě komedie: La Trinuzia a I Lucidi. Všechny jeho práce byly považovány za modely literární dokonalosti a byly citovány jako autority ve slovníku Accademia della Crusca. 

## Dílo
- Discacciamento de le nuove lettere inutilmente aggiunte ne la lingua toscana, 1524
- Ragionamenti, 1525
- Celso: Dialogo delle bellezze delle donne, Prato, 1541
- La prima veste dei discorsi degli animali, Prato, 1541
- Ilucidi commedia di M. Agnolo Firenzuola Fiorentino. Fiorenza: Per Filippo Giunti, 1595
- Discorsi de gli anilmali – di Angolo Ferenzuola Firentino. Köthen: Fürstliche Druckerei, 1620
- Delle opere di M. Agnolo Firenzuola Fiorentino: Dedicate All' illustrissimo Signore, Signore e Patrone Colendiss., Il signor Giuseppe Niccolini De 'Marchesi di Ponsacco, Camugiane ec. Cavaliere Milite della Sacra ed Eminentiss. Religione di S. Gio: Gerosolimitiano, Volume I–III. Firenze: 1723
- Del novelliero italiano. Volume secondo, contente novelle XL [Giovanni Sabadino degli Arienti; Agnolo Firenzuola; Luigi Da Porto; Francesco Maria Molza; Giovanni Brevio; Girolamo Parabosco; Marco Cademosto; Giambattista Pasquali; Girolamo Francesco Zanetti]. Venezia: 1754
- Il primo libro dell’ opere burlesche... [Francesco Berni; Jacobus Broedelet [1712]; Giovanni Della Casa; Benedetto Varchi; Giovanni Mauro; Giovanni Francesco Bini; Francesco Maria Molza [1489]; Lodovico Dolce; Agnolo Firenzuola]. Usecht al Reno: Jacobus Broedelet, 1771

- Il terzo libro... [Francesco Berni [1497]; Jacobus Broedelet; Cristoforo Bronzini; Lorenzo de Medici; Galileo Galilei; Francesco Ruspoli; Romolo Bertini; Agnolo Firenzuola; Anton Francesco Grazzini; Alfonso de Pazzi [1509]; Matteo Franzesi; Pietro Aretino]. Usecht al Reno: Jacobus Broedelet, 1771
- Apulejo, dell' asino R'oro – traslatato da messer Agnolo Firenzuola, di latino in lingua Toscana. In Parigi: Appresso Nic. Pissot e Teofilo Barrois, Quai des Augustins, 1781
- Opere di messer Agnolo Firenzuola Fiorentino. Milano: Dalla Societa Tipografica..., 1802
- Prose scelte: il cortigiano di baldassarre castiglione – di Agnolo Firenzuola. Firenze: Poligrafia Italiana, 1847
- Le opere di Agnolo Firenzuola – ridotte e migliore lezione e corredate di note da B. Bianchi. Firenze: Le Monier, 1848
- L’asino d´oro d´Apuleio: traslato di latino in lingua Toscana. Firenze: Le Monnier, 1848
- Commedie – di Francesco d’Ambra cittadino e accademico fiorentino del secolo XVI; [obsahuje též: La suocera: commedia – di Benedetto Varchi con annotazioni. Commedie – di Agnolo Firenzuola con annotazioni. L’aridosia: commedia – di Lorenzino de’ Medici]. Trieste: Lloyd Austriaco, 1858
- Tales of Firenzuola: Benedictine Monk of Vallambrosa (XVIth century). Paris: Isidore Liseux, 1889
- I discorsi delle bellezze delle donne – Agnolo Firenzuola. Roma: Edoardo Perino, 1891
- Gespräche über die Schönheit der Frauen – von A. Firenzuola; aus dem Italienischen von Paul Seliger. Leipzig: Rothbarth, 1907
- Sočinenija – An’olo Firencuola (1493–1543); perevod i kommentarii A. G. Gabričevskogo; redakcija i vstupitel’naja stat’ja A. K. Dživelegova. Moskva: Academia, 1934
- Prose – Agnolo Firenzuola; scelte e annotate da Severino Ferrari. Firenze: Sansoni, 1938
- Le novelle – Agnolo Firenzuola; a cura e [introd.] di Eugenio Ragni. Roma: Salerno Editrice, 1971

## Česká vydání
- Podivné hry lásky: Pan, II. – výbor novel; přeložil Vlad. Rovinský. Praha: Janský, Bočánek, 1912
- Hry osudu – úvod František Sekanina; př. Vlad. Rovinský; in: 1000 nejkrásnějších novel... č. 76. Praha: J. R. Vilímek, 1914

#### Texty
- [Agnolo Firenzuola], Discacciamento de le nuove lettere inutilmente aggiunte ne la lingua toscana [colophon: Stampata in Roma, per Lodovico Vicentino e Lautizio Perugino, nel MDXXIIII di Decembre]
- [Rime] in Il primo libro dell'Oper]e burlesche di M. Francesco Berni, di Messer Gio. della Casa, del Varchi, del Mauro, di M. Bino, del Molza, del Dolce e del Firenzuola. In Fiorenza MDXLVIII [colophon: In Fiorenza, appresso Bernardo di Giunta, MDXLVIII]
- Prose di M. Agnolo Firenzuola fiorentino. In Fiorenza MDXLVIII [colophon: In Fiorenza, appresso Bernardo di Giunta, MDXLVIII]
- I Lucidi comedia di M. Agnolo Firenzuola fiorentino. MDXLIX [colophon: In Fiorenza, appresso Bernardo Giunti, MDXLIX]
- La Trinuzia comedia di M. Agnolo Firenzuola fiorentino. In Fiorenza MDXLIX [colophon: In Fiorenza, appresso Bernardo di Giunta, 1549]
- Le rime di M. Agnolo Firenzuola fiorentino. In Fiorenza MDXLIX [colophon: In Fiorenza, appresso Bernardo di Giunta, MDXLIX]
- Apuleio, Dell'asino doro, tradotto per Messer Agnolo Firenzuola fiorentino. Con privilegio. In Vinegia, appresso Gabriel Giolito de Ferrari. MDL.
- Agnolo Firenzuola, Opere, [a cura di Adriano Seroni], Firenze, Sansoni («I classici italiani»), [1958]; e poi nella collana «Le betulle», ivi, 1991
- Agnolo Firenzuola, Le novelle, a cura di Eugenio Ragni, Milano, Giovanni Salerno Ed. ("I novellieri italiani"), 1971
- Opere di Agnolo Firenzuola, a cura di Delmo Maestri, Torino, UTET («Classici italiani»), 1977

#### Studie
- Comento del Grappa nella Canzone del Firenzuola in lode della salsiccia. Stampato Nel MDXXXXV.
- Domenico Maria Manni, Vita di Angiolo Firenzuola abate vallombrosano, in Idem, Le veglie piacevoli, Firenze, Stecchi, 1757, tomo I, pp. 57–84
- Mario Rossi, "L'Asino d'oro" di Agnolo Firenzuola. Studio critico, Città di Castello, Lapi, 1900–1901, 2 fasc.
- Giuseppe Fatini, Agnolo Firenzuola e la borghesia letterata del Rinascimento, Cortona, Prem. Tipografia Sociale, 1907
- Mario Oliveri, Bibliografia essenziale ragionata di Agnolo Firenzuola, in «Rivista di sintesi letteraria», I, 3 (luglio-settembre 1934), pp. 390–400
- Giuseppe Fatini, Per un'edizione critica delle opere di Agnolo Firenzuola, in «Studi di filologia italiana», XIV (1956), pp. 21–175
- Adriano Seroni, Bibliografia essenziale delle opere di Agnolo Firenzuola, [Firenze], Sansoni Antiquariato («Amor di libro», XXV), 1957
- Danilo Romei, La "maniera" romana di Agnolo Firenzuola (dicembre 1524 – maggio 1525), Firenze, Edizioni Centro 2P, 1983; poi in internet URL: http://www.nuovorinascimento.org/n-rinasc/saggi/pdf/romei/maniera.pdf
- [Bibliografia] Agnolo Firenzuola, a cura di Danilo Romei, [2006], on line nel sito di "Cinquecento plurale", URL: http://www.nuovorinascimento.org/cinquecento/firenzuola.pdf

### Související položky
- Congregazione vallombrosana
- Le metamorfosi (Apuleio)
- Accademia dei Vignaiuoli

### Další projekty
- Wikisource contiene una pagina dedicata a Agnolo Firenzuola
- Wikiquote contiene citazioni di o su Agnolo Firenzuola
- Wikimedia Commons contiene immagini o altri file su Agnolo Firenzuola